# 韩懿莹
韩懿莹（1988年5月21日—），綽號Miss，中国大陆虎牙直播网络主播，曾为游戏《魔兽争霸3》、《星际争霸2》职业选手，现直播游戏《英雄联盟》《绝地求生》。

## 生平
2007年5月，加入《魔兽争霸3》战队First。2009年8月，获得中国WCG魔兽争霸3比赛女子组季军。
2010年2月，获得第三届IronLady国际女子魔兽争霸邀请赛冠军，3月，加入中国浙江天禄Tyloo俱乐部。7月，获得第二届星际II女王争霸赛冠军
2012年2月14日，加入韩国《星际争霸2》战队StarTale。3月，参加DIVINA中国星际2女王赛，并在比赛中获得冠军。此外，她还在同年3月和7月连续获得了第一届和第二届星际II女王争霸赛冠军。
2014年2月，加入EP俱乐部担任媒介负责人。
2015年6月8日，以master女子战队队长的身份带领队伍参加第二届英雄联盟电竞女神邀请赛。11月22日，获得“2015英雄联盟最受欢迎解说”称号。